# Euphrasia coreana
Euphrasia coreana là loài thực vật có hoa thuộc họ Cỏ chổi. Loài này được W.Becker mô tả khoa học đầu tiên năm 1921.